# Псевдоавтосомна область

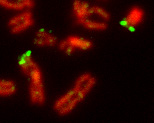
Х та Y хромосоми на стадії метафази. Ділянки в псевдоавтосомній області PAR1 мають зелений колір внаслідок застосування флюоресцентної гібридизації in situ. Хромосоми мають червоний колір

Псевдоавтосо́мна або псевдоаутос́омна о́бласть — в геномі багатьох організмів ділянки гомологічних послідовностей нуклеотидів на Y та Х хромосомах; у ссавців вони, відповідно, знаходяться на X-хромосомі і Y-хромосомі та мають назви PAR1 та PAR2. Всі гени, розташовані в цих областях, є у жінок і чоловіків та мають здатність успадкуватися так само як і автосомні гени.

## Цитогенетична локалізація
Локалізація PAR1 та PAR2:
chrY:10,000-2,781,479 and chrY:56,887,902-57,217,415
chrX:10,000-2,781,479 and chrX:155,701,382-156,030,895

## Рекомбінація

### ЕволюціяMid1у миші
Еволюція гену Mid1 у Mus musculus пов'язана з його транслокацією до псевдоавтосомної області X-хромосоми. Послідовність гену консервативна в ссавців, за виключенням цього виду мишей. Транслокація призвела до підвищеної частоти рекомбінації у мейозі, збільшенні помилок та їхньої репарації за принципом спрямованої конверсії генів (англ. biased gene conversion).

Ідіограма Y-хромосоми людини